# Jengalpheops
Jengalpheops is een geslacht van kreeftachtigen uit de klasse van de Malacostraca (hogere kreeftachtigen).

## Soort
- Jengalpheops rufus Anker & Dworschak, 2007